# جائزة بريطانيا الكبرى 1993
جائزة بريطانيا الكبرى 1993 هو سباق فورمولا 1 أقيم بتاريخ 11 يوليو 1993 في حلبة سلفرستون، سيلفرستون، بريطانيا العظمى. كان التاسع من أصل 16 في بطولة العالم لسباقات الفورمولا واحد موسم 1993. حلّ الفرنسي ألن بروست أولا بينما جاء الألماني مايكل شوماخر في المركز الثاني وحصل على المركز الثالث الإيطالي ريكاردو باتريس.